# Вернасса, Сантьяго
Ху́лио Ка́рлос Сантья́го Верна́сса (исп. Júlio Carlos Santiago Vernazza); (29 декабря, по другим данным 26 сентября 1928, Буэнос-Айрес, Аргентина — 13 ноября 2017) — аргентинский футболист, играл на позициях левого и центрального нападающего и атакующего полузащитника. Вошёл в сборную всех времён клуба «Палермо».

## Карьера
Сантьяго Вернасса, сын аргентинцев итальянского происхождения, родился 29 декабря 1928 года в Буэнос-Айресе. Он начал свою карьеру в клубе «Платенсе» в молодёжном составе команды. В 1947 году Вернасса дебютировал в главной команде клуба в игре с «Ривер Плейтом», клубом, за который болел с детства, первый же год забил в третьей игре за клуб в ворота «Росарио Сентраль». В «Платенсе» Вернасса играл 3 года, сначала выступая на позиции вингера.
В 1951 году Вернасса вместе с Муньосом, Негри и Оскаром Кольем за 250 000 долларов перешёл в «Ривер Плейт». В первый же сезон в новой команде Вернасса, теперь выступавший на позиции центрфрварда забил 22 мяча, став лучшим бомбардиром чемпионата Аргентины. В следующем сезоне Вернасса с Ривером стал чемпионом Аргентины, а затем повторил этот успех ещё 3 раза. Также «Ривер» с Вернассой в составе отправился в успешный тур по Европе, включая матчи в Англии, где «Ривер» стал первой аргентинской командой, победившей родоначальников футбола на их земле. Во время игры за «Ривер Плейт» Вернасса дебютировал и в национальной сборной Аргентины, с которой отправился на южноамериканский чемпионат в 1955 году;аргентинцы победили в нём, став сильнейшей сборной на континенте.
В 1956 году Вернасса уезжает из Аргентины в Италию выступать за «Палермо». В самом же клубе Вернасса дебютировал 13 января следующего года в матче против «Сампдории». «Палермо» в то время выступал в серии А, Вернасса сразу стал лучшим бомбардиром клуба, но его 11 мячей не помогли «Палермо», клуб занял последнее 18-е место и выбыл в серию В, где остался на два года, лишь в сезоне 1958—1959 заняв второе место, позволявшее вернуться в высший итальянский свет, при этом Вернасса стал лучшим бомбардиром серии В С 19-ю мячами. Но в следующем сезоне «Палермо» вновь вылетел в серию В, заняв 16-е место. Вернассы в клубе уже не было, его пригласил «Милан», Вернасса за один сезон в клубе провёл 29 матчей и забил 14 мячей, которые позволили «россонери» занять второе место вслед за «Ювентусом». Дальнейшей карьере Вернассы в рядах «Милана» помешал приход новой группы молодых игроков, включая Джанни Риверу и шведского треугольника Гре-Но-Ли. Вернасса перешёл в клуб «Ланеросси Виченца», где через два года, в возрасте 35 лет, завершил спортивную карьеру.

## Достижения

### Командные
- Чемпион Аргентины: 1952, 1953, 1955, 1956

### Личные
- Лучший бомбардир чемпионата Аргентины: 1951 (22 гола)